# Amiga (canción de Miguel Bosé)
«Amiga» es la primera pista del álbum Linda del cantante español Miguel Bosé.

## Canción
Esta es una balada melancólica, escrita por Luis Gómez-Escolar en memoria de la cantautora Cecilia luego de su repentino fallecimiento en agosto de 1976; con quien el compositor había tenido una relación romántica.
La canción fue compuesta para consolarse por la pérdida de su amiga y no tenía planeado publicarla o comercializarla, sin embargo, Miguel Bosé quien también había conocido a Cecilia pidió que le cediera la canción y le permitiera interpretarla y grabarla para su álbum debut.

## Video
- Video no oficial